# Dziwny jest ten świat (utwór muzyczny)
Dziwny jest ten świat – piosenka autorstwa Czesława Niemena z 1967 roku, inspirowana przebojami When a Man Loves a Woman Percy’ego Sledge’a i It’s a Man’s Man’s Man’s World Jamesa Browna z 1966 r. Pochodzi z płyty długogrającej Dziwny jest ten świat. Ma charakterystyczny organowy wstęp, skomponowany i zagrany przez Mariana Zimińskiego.
Niemen zdobył za tę piosenkę nagrodę na V Festiwalu Piosenki w Opolu w czerwcu 1967 roku. Bywa ona określany jako pierwszy polski protest song, choć w rzeczywistości jego inspiracją były stosunki międzyludzkie.
W 1969 wytwórnia Compagnia Generale del Disco wydała singiel „Io senza lei / Acrobaleno” „Io senza lei” jest traktowana jak włoskojęzyczna wersja piosenki, choć ma zupełnie zmieniony tekst. Włoski tytuł oznacza Ja bez niej, a tekst jest przedstawieniem uczuć po stracie ukochanej kobiety. Muzyka również nieco odbiega od wersji oryginalnej, m.in. mając krótszy organowy wstęp, a organowe ostinato jest zredukowane i zagrane na talerzu. Skrócone jest też solo gitarowe Tomasza Jaśkiewicza. Wokal Niemena w tej wersji dominuje nad akompaniamentem. Sprzedano około 50 tysięcy egzemplarzy singla, ale nie był on promowany przez wytwórnię i tylko krótko był obecny w radiu. Ocenia się, że wynika to ze zbytniego dramatyzmu piosenki, który w oryginale był zbieżny z tekstem, podczas gdy w zderzeniu z tekstem o miłości może być odbierany jako przesada, a przez to kicz. Później Niemen wykonywał przede wszystkim wersję z tekstem oryginalnym, ewentualnie angielskim.
Znane jest również wykonanie utworu przez Niemena w języku angielskim i mocno zmienionej aranżacji z płyty Strange Is This World wydanej w RFN w 1972.
W 1979 Niemen przedstawił awangardowo-elektryczną wersję przeboju na festiwalach w Opolu i Sopocie; nagranie znalazło się na płycie Postscriptum.

## Niektóre wykonania
- Pasza Christowa – „Този дивен свят” (Tozi diwien swiat), pierwsza nagroda w Sopocie za wykonanie polskiej piosenki, 1971
- Kasia Kowalska – nagrana na pierwszej płycie Gemini z 1994 roku[6]
- Georgina Tarasiuk i Violetta Villas – wykonanie podczas koncertu „Violetta – taka jestem” w Teatrze Wielkim w Łodzi, w 1999 roku
- Ania Wyszkoni – wykonanie podczas finału Szansy na sukces w 2002 roku[7]
- Janusz Radek – podczas festiwalu w Opolu 31 maja 2003 roku[8]
- Ewelina Flinta – wykonanie podczas festiwalu w Sopocie poświęconego pamięci Czesława Niemena, 20 sierpnia 2004 roku[9]
- Edyta Górniak – podczas Sopot TopTrendy Festiwal 27 czerwca 2009 roku[10]
- Michał Szpak – na castingu w programie X Factor w 2011[11]
- Czerwony Tulipan – nagrana na płycie To twoje oczy z 2011[12]
- Natalia Niemen – podczas koncertu w Opolu 17 czerwca 2013 roku[13]
- Krzysztof Zalewski – podczas koncertu w Jarocinie 16 lipca 2017 roku[14] oraz na płycie Zalewski Śpiewa Niemena[15]
- Omega – podczas koncertu w Piotrkowie Trybunalskim 25 marca 2017 roku[16]

## Pozycja na listach przebojów
| Rok  | Top wszech czasów Programu Trzeciego Polskiego Radia | Polski top wszech czasów Programu Trzeciego Polskiego Radia | Pozostałe | Opis                                                           |
| ---- | ---------------------------------------------------- | ----------------------------------------------------------- | --------- | -------------------------------------------------------------- |
| 1994 | 60                                                   | –                                                           | –         | –                                                              |
| 1995 | 14                                                   | –                                                           | –         | –                                                              |
| 1996 | 6                                                    | –                                                           | –         | –                                                              |
| 1997 | 10                                                   | –                                                           | –         | –                                                              |
| 1998 | 14                                                   | –                                                           | –         | –                                                              |
| 1999 | 19                                                   | –                                                           | –         | –                                                              |
| 2000 | 20                                                   | –                                                           | –         | –                                                              |
| 2001 | 18                                                   | –                                                           | –         | –                                                              |
| 2002 | 25                                                   | –                                                           | –         | –                                                              |
| 2003 | 32                                                   | –                                                           | –         | –                                                              |
| 2004 | 11                                                   | –                                                           | –         | –                                                              |
| 2005 | 18                                                   | –                                                           | –         | –                                                              |
| 2006 | 16                                                   | –                                                           | –         | –                                                              |
| 2007 | 14                                                   | –                                                           | 7         | Top Wczechczasów Marka Niedźwieckiego w Radiu Złote Przeboje   |
| 2008 | 9                                                    | 1                                                           | 4         | Top Wczechczasów Marka Niedźwieckiego w Radiu Złote Przeboje   |
| 2008 | 9                                                    | 1                                                           | 1         | 66 niezapomnianych polskich piosenek według TVN Style          |
| 2009 | 17                                                   | 1                                                           | 9         | Top Wczechczasów Marka Niedźwieckiego w Radiu Złote Przeboje   |
| 2010 | 13                                                   | 1                                                           | –         | –                                                              |
| 2011 | 12                                                   | 3                                                           | –         | –                                                              |
| 2012 | 13                                                   | 2                                                           | –         | –                                                              |
| 2013 | 11                                                   | 1                                                           | –         | –                                                              |
| 2014 | 13                                                   | 7                                                           | –         | –                                                              |
| 2015 | 14                                                   | 5                                                           | 1         | 100 polskich przebojów wszech czasów według Kino Polska Muzyka |
| 2016 | 23                                                   | 3                                                           | –         | –                                                              |
| 2017 | 15                                                   | 2                                                           | –         | –                                                              |
| 2018 | 18                                                   | 5                                                           | –         | –                                                              |